# Liste der Biografien/Kiu
Liste der Biografien |
Portal Biografien |
Personensuche
# |
A |
B |
C |
D |
E |
F |
G |
H |
I |
J |
K |
L |
M |
N |
O |
P |
Q |
R |
S |
T |
U |
V |
W |
X |
Y |
Z |
?
 
Ka |
Kb |
Kc |
Kd |
Ke |
Kf |
Kg |
Kh |
Ki |
Kj |
Kl |
Km |
Kn |
Ko |
Kp |
Kr |
Ks |
Kt |
Ku |
Kv |
Kw |
Ky |
Kx |
Kz
 
Kia |
Kib |
Kic |
Kid |
Kie |
Kif |
Kig |
Kih |
Kii |
Kij |
Kik |
Kil |
Kim |
Kin |
Kio |
Kip |
Kir |
Kis |
Kit |
Kiu |
Kiv |
Kiw |
Kix |
Kiy |
Kiz
Die Liste der Biografien führt alle Personen auf, die in der deutschsprachigen Wikipedia einen Artikel haben. Dieses ist eine Teilliste mit 15 Einträgen von Personen, deren Namen mit den Buchstaben „Kiu“ beginnt.

## Kiu

### Kiuc
- Kiuchi, Minoru (* 1965), japanischer Politiker (LDP)
- Kiuchi, Sekitei (1725–1808), japanischer Mineraloge und Botaniker
- Kiuchi, Shinzō (1910–1993), japanischer Geograph

### Kiuk
- Kiukas, Urho (1902–1995), finnischer Politiker, Minister
- Kiukucāns, Juris (* 1956), lettischer Brigadegeneral

### Kiun
- Kiunke, Martin (1898–1983), lutherischer Theologe, Pfarrer und Hochschullehrer

### Kiup
- Kiupel, Beate (* 1962), deutsche Schauspielerin und Hörspielsprecherin
- Kiupel, Hans-Georg (1934–2018), deutscher Fußballspieler

### Kiur
- Kiurina, Berta (1882–1933), österreichische Opernsängerin (Sopran und Mezzosopran), Kammersängerin
- Kiurina, Hubert (1908–1994), österreichischer Schauspieler und Synchronsprecher
- Kiuru, August (1922–2009), finnischer Skilangläufer
- Kiuru, Krista (* 1974), finnische Politikerin (Sozialdemokratische Partei)
- Kiuru, Pauli (* 1962), finnischer Triathlet
- Kiuru, Tami (* 1976), finnischer Skispringer

### Kius
- Kius, Werner (1888–1962), deutscher Opernsänger (Bariton)